# Wildflecken
Wildflecken település Németországban, azon belül Bajorországban. Lakosainak száma 2914 fő (2023. december 31.).

## Népesség
A település népessége az elmúlt években az alábbi módon változott:
| Lakosok száma | 488  | 833  | 2335 | 2760 | 3052 | 2967 | 2962 | 2975 | 2882 | 2914 |
|               | 1875 | 1950 | 1975 | 1987 | 2012 | 2014 | 2016 | 2017 | 2021 | 2023 |